# Elene
Pour le poème anglo-saxon, voir Elene (poème).
Elene est une section de la ville belge de Zottegem située en Région flamande dans la province de Flandre-Orientale et le Denderstreek. C'était une commune à part entière avant la fusion des communes de 1971.

## Toponymie
Elne (1184)

## Démographie

### Évolution démographique
- Sources : INS, Rem. : 1831 jusqu'en 1961 = recensements[3].

## Curiosités
- Église Nativité-de-Notre-Dame-et-Saint-Joseph.
- Moulin à vent en pierre datant du XVIIIe siècle.
- Château de Leeuwergem